# Top Gear Pocket 2
Top Gear Pocket 2, (トップギア・ポケット2 Toppu Gia Poketto Tsū?) conocido en Europa como Top Gear Rally 2, es un videojuego de carreras desarrollado por Kemco y lanzado para la consola portátil Game Boy Color en 2000. Es una secuela de Top Gear Pocket.

## Jugabilidad
Top Gear Pocket 2 es un videojuego de carreras en el que el jugador conduce autos de rally a través de circuitos cerrados. El jugador comienza en la última posición y debe adelantar a varios oponentes controlados por la inteligencia artificial del juego antes de cruzar la línea de meta en la última vuelta. Los puntos se otorgan al jugador dependiendo de la posición en la que terminen un curso. Estos se pueden usar para comprar o mejorar autos, que tienen cuatro atributos: aceleración, velocidad máxima, manejo y frenado. El juego también incluye un modo  multijugador donde dos jugadores pueden competir entre sí. El Game Link Cable es necesario para el modo multijugador.

## Desarrollo y lanzamiento
Top Gear Pocket 2 fue desarrollado por Kemco como una secuela de Top Gear Pocket. El juego utiliza una versión mejorada del motor de su predecesor. A diferencia de su predecesor, el cartucho del juego no cuenta con una función rumble incorporada, pero incluye una batería que permite a los jugadores guardar su progreso. "Top Gear Pocket 2" fue lanzado el 1 de febrero de 2000 en Norteamérica. En Europa, el juego fue lanzado como "Top Gear Rally 2".

## Recepción
"Top Gear Pocket 2" recibió críticas generalmente favorables de las publicaciones de videojuegos. En el momento de su lanzamiento, el crítico de  IGN  Craig Harris lo consideró uno de los mejores juegos de carreras en Game Boy Color, afirmando que el juego había sido "ajustado y refinado como un juego de carreras de calidad", y concluir que su dificultad creciente ofrece un desafío adecuado a medida que los jugadores avanzan en el juego. Sin embargo, criticó el modo multijugador por su característica de "ponerse al día", y señaló que "el único desafío real es tratar de mantenerse detrás de la otra persona y adivinar cuándo se acerca la recta final para poder ganar".
AllGame criticó los atributos del coche por estar desequilibrados, señalando que la velocidad máxima es la única que tiene un impacto significativo en la jugabilidad, pero aun así se considera que el juego es agradable debido a su sensación de velocidad. La revista británica de videojuegos Planet Game Boy destacó la velocidad y el ritmo del juego, especialmente a medida que se desbloquean mejores autos, mientras que la revista oficial española de Nintendo Nintendo Acción elogió las mejoras gráficas con respecto a su predecesor, afirmando que los autos son más detallados y que las curvas cerradas y los cambios de elevación están mejor animados.